# Fußball-Weltmeisterschaft 2018/Qualifikation (OFC)

Kontinentalverband OFC

Die elf Verbände der Ozeanischen Fußball-Konföderation (OFC) spielten in der Qualifikation zur Fußball-Weltmeisterschaft 2018 um das Startrecht in der interkontinentalen Entscheidungsbegegnung gegen den Vertreter eines anderen Kontinentalverbandes. Die Auslosung ergab eine Partie gegen einen Vertreter des südamerikanischen Verbandes (CONMEBOL). 
Die Qualifikation lief über drei Runden. In der ersten Runde spielten die vier schwächeren Mannschaften um einen Startplatz bei der Fußball-Ozeanienmeisterschaft 2016, die dann als zweite Runde diente. Dabei wurden die acht Mannschaften auf zwei Gruppen aufgeteilt, in der in Hin- und Rückspiel die drei besten Mannschaften jeder Gruppe ermittelt wurden. Unabhängig von der WM-Qualifikation wurde dann zwischen den zwei besten Mannschaften jeder Gruppe im K.-o.-System der Ozeanienmeister ermittelt, der zudem als ozeanischer Vertreter am FIFA-Konföderationen-Pokal 2017 teilnahm. Der Gewinner dieses (Teil-)Turniers war Neuseeland.
In der weiteren WM-Qualifikation spielten die jeweils drei besten Teams jeder Gruppe aus der zweiten Runde in zwei neuen Gruppen zwei Gruppensieger aus, die dann in zwei Finalspielen um den Platz in den interkontinentalen Play-offs zur Weltmeisterschaft 2018 gegeneinander antraten.
Neuseeland setzte sich in den beiden Finalspielen gegen die Salomonen durch und tritt somit in den interkontinentale Play-offs gegen den Fünftplatzierten der CONMEBOL-Qualifikation an.

## Reglement der FIFA
Gemäß FIFA-Regularien konnten die Vorrundenspiele in Form von Gruppenspielen und Pokalspielen jeweils in Hin- und Rückspielen ausgetragen werden oder in Ausnahmefällen in Turnierform in einem der beteiligten Länder. In den Gruppenspielen wurden drei Punkte für einen Sieg vergeben und je einer für ein Unentschieden. Es entschieden folgende Kriterien:
1. höhere Anzahl Punkte
2. bessere Tordifferenz
3. höhere Anzahl erzielter Tore
4. höhere Anzahl Punkte aus den Direktbegegnungen zwischen den punkt- und torgleichen Mannschaften
5. bessere Tordifferenz aus den Direktbegegnungen zwischen den punkt- und torgleichen Mannschaften
6. höhere Anzahl Tore aus den Direktbegegnungen zwischen den punkt- und torgleichen Mannschaften
7. höhere Anzahl Auswärtstore aus den Direktbegegnungen zwischen den punkt- und torgleichen Mannschaften, wenn nur zwei Mannschaften betroffen sind. (Nur in der dritten Runde)

Hätten zwei oder mehr Mannschaften gemäß diesen Kriterien gleich abgeschnitten, hätte ein oder mehrere Entscheidungsspiele angesetzt werden können.

## Modus
Die Qualifikation und die Vorrunde der Ozeanienmeisterschaft war zugleich Teil der WM-Qualifikation. Die vier schwächsten Mannschaften Ozeaniens spielten zuvor bei einem Turnier vom 31. August bis 8. September 2015 den achten Startplatz aus.

## Erste Runde
Die vier leistungsschwächsten Mitglieder der OFC (gemäß der Weltrangliste) spielten im Ligasystem vom 31. August bis 4. September 2015 im Loto-Tonga Soka Centre in Nukuʻalofa auf Tonga im Rahmen der Qualifikation für die Fußball-Ozeanienmeisterschaft 2016 einen Teilnehmer für die zweite Runde aus.
| Pl. | Mannschaft         | Sp. | S | U | N | Tore    | Diff. | Punkte |
| --- | ------------------ | --- | - | - | - | ------- | ----- | ------ |
| 1.  | Samoa              | 3   | 2 | 0 | 1 | 006:300 | +3    | 06     |
| 2.  | Amerikanisch-Samoa | 3   | 2 | 0 | 1 | 006:400 | +2    | 06     |
| 3.  | Cookinseln         | 3   | 2 | 0 | 1 | 004:200 | +2    | 06     |
| 4.  | Tonga              | 3   | 0 | 0 | 3 | 001:800 | −7    | 0      |

| 31. August 2015   | Tonga      | – | Cookinseln         | 0:3 (0:1) |
| 31. August 2015   | Samoa      | – | Amerikanisch-Samoa | 3:2 (3:1) |
| 2. September 2015 | Cookinseln | – | Samoa              | 1:0 (1:0) |

## Zweite Runde
Die Spiele der zweiten Runde fanden vom 28. Mai bis zum 5. Juni 2016 im Sir John Guise Stadium in Port Moresby im Rahmen der Vorrunde der Fußball-Ozeanienmeisterschaft statt. Die drei bestplatzierten Mannschaften jeder Gruppe qualifizierten sich für die nächste Runde.

### Gruppeneinteilung
| Gruppe A        | Gruppe B   |
| --------------- | ---------- |
| Tahiti          | Neuseeland |
| Neukaledonien   | Salomonen  |
| Samoa           | Fidschi    |
| Papua-Neuguinea | Vanuatu    |

### Gruppe A
Tabelle
| Pl. | Mannschaft      | Sp. | S | U | N | Tore    | Diff. | Punkte |
| --- | --------------- | --- | - | - | - | ------- | ----- | ------ |
| 1.  | Papua-Neuguinea | 3   | 1 | 2 | 0 | 011:300 | +8    | 05     |
| 2.  | Neukaledonien   | 3   | 1 | 2 | 0 | 009:200 | +7    | 05     |
| 3.  | Tahiti          | 3   | 1 | 2 | 0 | 007:300 | +4    | 05     |
| 4.  | Samoa           | 3   | 0 | 0 | 3 | 000:190 | −19   | 0      |

Spiele
| 29. Mai 2016 | Papua-Neuguinea | – | Neukaledonien | 1:1 (1:0) |
| 29. Mai 2016 | Tahiti          | – | Samoa         | 4:0 (4:0) |
| 1. Juni 2016 | Papua-Neuguinea | – | Tahiti        | 2:2 (1:0) |

### Gruppe B
Tabelle
| Pl. | Mannschaft | Sp. | S | U | N | Tore    | Diff. | Punkte |
| --- | ---------- | --- | - | - | - | ------- | ----- | ------ |
| 1.  | Neuseeland | 3   | 3 | 0 | 0 | 009:100 | +8    | 09     |
| 2.  | Salomonen  | 3   | 1 | 0 | 2 | 001:200 | −1    | 03     |
| 3.  | Fidschi    | 3   | 1 | 0 | 2 | 004:600 | −2    | 03     |
| 4.  | Vanuatu    | 3   | 1 | 0 | 2 | 003:800 | −5    | 03     |

Spiele
| 28. Mai 2016 | Neuseeland | – | Fidschi    | 3:1 (2:1) |
| 28. Mai 2016 | Vanuatu    | – | Salomonen  | 0:1 (0:1) |
| 31. Mai 2016 | Vanuatu    | – | Neuseeland | 0:5 (0:5) |

## Dritte Runde
Die Spiele der dritten Runde fanden von November 2016 bis September 2017 statt. Diese Runde war in eine Gruppenphase und eine Finalphase unterteilt. Die Gruppenphase fand in zwei Gruppen mit jeweils drei Mannschaften und mit Hin- und Rückspiel statt. Die jeweils bestplatzierten Mannschaften beider Gruppen spielten in zwei Finalspielen um den Startplatz für die interkontinentalen Play-offs gegen den Fünften der CONMEBOL-Qualifikation.

### Gruppeneinteilung
| Gruppe 1      | Gruppe 2        |
| ------------- | --------------- |
| Neuseeland    | Papua-Neuguinea |
| Neukaledonien | Salomonen       |
| Fidschi       | Tahiti          |

### Gruppe 1
Tabelle
| Pl. | Mannschaft    | Sp. | S | U | N | Tore    | Diff. | Punkte |
| --- | ------------- | --- | - | - | - | ------- | ----- | ------ |
| 1.  | Neuseeland    | 4   | 3 | 1 | 0 | 006:000 | +6    | 10     |
| 2.  | Neukaledonien | 4   | 1 | 2 | 1 | 004:500 | −1    | 05     |
| 3.  | Fidschi       | 4   | 0 | 1 | 3 | 003:800 | −5    | 01     |

Spiele
| 12. November 2016 | Auckland | Neuseeland    | – | Neukaledonien | 2:0 (1:0) |
| 15. November 2016 | Koné     | Neukaledonien | – | Neuseeland    | 0:0       |
| 25. März 2017     | Lautoka  | Fidschi       | – | Neuseeland    | 0:2 (0:0) |

### Gruppe 2
Tabelle
| Pl. | Mannschaft      | Sp. | S | U | N | Tore    | Diff. | Punkte |
| --- | --------------- | --- | - | - | - | ------- | ----- | ------ |
| 1.  | Salomonen       | 4   | 3 | 0 | 1 | 006:600 | ±0    | 09     |
| 2.  | Tahiti          | 4   | 2 | 0 | 2 | 007:400 | +3    | 06     |
| 3.  | Papua-Neuguinea | 4   | 1 | 0 | 3 | 006:900 | −3    | 03     |

Spiele
| 7. November 2016  | Papeete      | Tahiti          | – | Salomonen | 3:0 (Wertung) |
| 13. November 2016 | Honiara      | Salomonen       | – | Tahiti    | 1:0 (0:0)     |
| 23. März 2017     | Port Moresby | Papua-Neuguinea | – | Tahiti    | 1:3 (1:0)     |

### Finale
Das Hinspiel fand am 1. September im North Harbour Stadium in Auckland statt und das Rückspiel am 5. September 2017 im Lawson Tama Stadium in Honiara. Aus der ersten Gruppe qualifizierte sich die neuseeländische Nationalmannschaft mit drei Siegen und einem Unentschieden. Die Salomonen konnten sich im letzten Spiel der Gruppe 2 mit 2:1 gegen Papua-Neuguinea durchsetzen und nahmen so den ersten Platz ein. Neuseeland, der Gewinner des Finales der OFC-Qualifikation, qualifizierte sich für die interkontinentalen Play-offs gegen den Fünften der CONMEBOL-Qualifikation.
Im ersten Finalspiel besiegte Neuseeland die Salomonen mit 6:1. Chris Wood erzielte dabei drei Tore. Den einzigen Treffer für die Salomonen schoss der Kapitän Henry Fa’arodo durch einen Foulelfmeter. Im Rückspiel in Honiara trennten sich beide Mannschaften mit 2:2.
|            | Gesamt |           | Hinspiel  | Rückspiel |
| ---------- | ------ | --------- | --------- | --------- |
| Neuseeland | 8:3    | Salomonen | 6:1 (3:0) | 2:2 (2:1) |

## Torschützenliste
Nachfolgend sind die besten Torschützen der ozeanischen WM-Qualifikation aufgeführt. Bei gleicher Toranzahl wird aufsteigend nach Anzahl der Spielminuten sortiert.
| Platz                   | Spieler         | Tore | Spielzeit |
| ----------------------- | --------------- | ---- | --------- |
| 1                       | Chris Wood      | 8    | 555       |
| 2                       | Raymond Gunemba | 7    | 750       |
| 3                       | Teaonui Tehau   | 5    | 585       |
| 4                       | Taylor Saghabi  | 4    | 270       |
| 5                       | Roy Krishna     | 4    | 529       |
| 6                       | Nigel Dabinyaba | 4    | 743       |
| 7                       | Michael Foster  | 4    | 756       |
| 8                       | Ryan Thomas     | 3    | 366       |
| 9                       | Marco Rojas     | 3    | 562       |
| 10                      | 16 Spieler      | 2    |           |
| Stand 5. September 2017 |                 |      |           |